# سعيدة المهدي
سعيدة المهدي (مواليد 21 سبتمبر 1981) عداءة مغربية في ركض المسافات المتوسطة، متخصصة في سباق 800 متر وسباق 1500 متر.

## مسيرتها
في عام 2004، فازت بذهبية 800 متر وميدالية فضية في 1500 متر خلال بطولة أفريقيا لألعاب القوى 2004، وكانت صاحبة الميدالية البرونزية في 1500 متر في دورة الألعاب العربية 2004. وفي العام التالي، فازت بميداليات في كلا السباقين في الألعاب الفرانكوفونية 2005.
تم إيقافها لمدة سنتين بداية من 8 سبتمبر 2009 إلى غاية 7 سبتمبر 2011 بعد ثبوت تناولها لمادة منشطة محظورة خلال ملتقى «سيت» (Meeting SEAT) بباريس.

## روابط خارجية
- سعيدة المهدي على موقع الاتحاد الدولي لألعاب القوى (الإنجليزية)